# Rio Espalha
Rio Espalha är ett vattendrag i Brasilien.   Det ligger i delstaten Acre, i den västra delen av landet, 2 300 km väster om huvudstaden Brasília.
I omgivningen kring Rio Espalha växer i huvudsak städsegrön lövskog. Området är ganska glesbefolkat, med 32 invånare per kvadratkilometer.